# Hochland von Tschukotka
Das Hochland von Tschukotka (russisch Чуко́тское наго́рье/Tschukotskoje nagorje; auch Anadyrgebirge, russ. Ана́дырский хребе́т/Anadyrski chrebet, oder Tschukotkagebirge bzw. Tschuktschengebirge, russ. Чуко́тский хребе́т/Tschukotski chrebet) ist ein bis 1843 m hohes Hochland bzw. -gebirge im äußersten Nordosten von Russland, im Föderationskreis Ferner Osten.
Das Hochland bzw. -gebirge umfasst mehrere Teilgebirge. Es grenzt als Teil des großen Ostsibirischen Berglands im Norden im Rahmen des Ekiatapskirückens an die Ostsibirische See, wird im Osten vom Flusslauf der Amguema begrenzt und reicht im Westen bis zur Tschaunbucht. Die Ost-West-Ausdehnung beträgt etwa 450 km. Das Pekulnei-Gebirge, das bis zum Anadyr-Fluss reicht, bildet im Süden eine Fortsetzung. Östlich davon erstreckt sich das Anadyrtiefland. Im Südwesten geht das Hochland von Tschukotka in die Gebirge des Anadyr-Plateaus über. Die höchste Erhebung im Hochland von Tschukotka ist die Ischodnaja (⊙) mit 1843 m.
Im Hochland von Tschukotka entspringen mehrere größere Flüsse: Amguema mit Zuflüssen Ekityki und Tschantalweiergyn, Paljawaam, Pegtymel, Tanjurer, sowie die linken Jurumkuweiem-Nebenflüsse Bolschoi Pykarwaam und Bolschaja Ossinowaja.
Die Landschaft ist kaum bewohnt und von der Tundra beherrscht. 